# Te Wakatehaua Island
Te Wakatehaua Island ist eine Insel im Far North District der Region Northland auf der Nordinsel Neuseelands.
Die Insel liegt in der Tasmansee etwa 100 m nordwestlich vor dem „The Bluff“ genannten Vorsprung des Ninety Mile Beach. Sie ist etwa 550 m lang und 200 m breit und erreicht eine Höhe von 7 m.